# Емметт (Мічиган)
Емметт (англ. Emmett) — селище (англ. village) в США, в окрузі Сент-Клер штату Мічиган. Населення — 258 осіб (2020).

## Географія
Емметт розташований за координатами 42°59′36″ пн. ш. 82°45′56″ зх. д. / 42.99333° пн. ш. 82.76556° зх. д. (42.993390, -82.765442).  За даними Бюро перепису населення США в 2010 році селище мало площу 3,92 км², уся площа — суходіл.

## Демографія
Згідно з переписом 2010 року, у селищі мешкало 269 осіб у 91 домогосподарстві у складі 74 родин. Густота населення становила 69 осіб/км².  Було 96 помешкань (24/км²).
Расовий склад населення:
| - 93,7 % — білих - 0,7 % — вихідців з тихоокеанських островів - 0,7 % — азіатів - 3,3 % — осіб інших рас |

До двох чи більше рас належало 1,5 %. Частка іспаномовних становила 3,3 % від усіх жителів.
За віковим діапазоном населення розподілялося таким чином: 29,0 % — особи молодші 18 років, 55,8 % — особи у віці 18—64 років, 15,2 % — особи у віці 65 років та старші. Медіана віку мешканця становила 38,4 року. На 100 осіб жіночої статі у селищі припадало 113,5 чоловіків;  на 100 жінок у віці від 18 років та старших — 107,6 чоловіків також старших 18 років.
Середній дохід на одне домашнє господарство  становив 61 781 долар США (медіана — 45 625), а середній дохід на одну сім'ю — 70 543 долари (медіана — 60 625). Медіана доходів становила 40 625 доларів для чоловіків та 35 625 доларів для жінок. За межею бідності перебувало 20,0 % осіб, у тому числі 43,2 % дітей у віці до 18 років та 0,0 % осіб у віці 65 років та старших.
Цивільне працевлаштоване населення становило 125 осіб. Основні галузі зайнятості: освіта, охорона здоров'я та соціальна допомога — 20,8 %, будівництво — 16,8 %, роздрібна торгівля — 12,8 %, виробництво — 12,0 %.